# Копа Америка 2021.
Копа Америка 2021. (шп. Copa América 2021) било је 47. издање Јужноамеричког првенства у фудбалу (Копа Америке) које организује КОНМЕБОЛ. Турнир се одржавао у Бразилу, од 13. јуна до 10. јула 2021. године.
Првобитно је било у плану да се првенство игра од 12. јуна до 12. јула 2020. у Аргентини и Колумбији. Међутим, 17. марта 2020, КОНМЕБОЛ је саопштио да се турнир одлаже за годину дана услед пандемије ковида 19 у Јужној Америци, након што се и УЕФА одлучила за одлагање Европског првенства за 2021. Први пут се од 1991. турнир организовао без гостујуће репрезентације.
Требало је да се по први пут, од 1983, Копа Америка одржи у више држава. Првобитна идеја овогодишњег издања Копа Америке била је покретање новог формата по којем би пет репрезентација играло у свакој од земаља домаћина. Ипак, то се није десило; дана 20. маја 2021. Колумбији је одузето домаћинство због тешке ситуације у земљи изазвану протестима против председника Ивана Дукеа. Десет дана касније. 30. маја, потврђено је да ни у Аргентини не може да се игра првенство због тамошње ситуације с пандемијом ковида 19. Следећег дана, КОНМЕБОЛ је саопшио да ће Бразил бити нови домаћин турнира.
Бразил је бранио титулу шампиона пошто је 2019. по девети пут освојио Копа Америку; те године је такође био домаћин. У финалу, које је одиграно на Маракани, Аргентина је победила Бразил резултатом 1 : 0 и тако освојила своју петнаесту титулу; први пут су Гаучоси подигли трофеј намењен прваку Јужне Америке још од 1993. Такође су се изједначили с Уругвајем на вечној листи по броју освојених титула на овом такмичењу.

## Стадиони
| Маракана             | Маракана          | Стадион Нилтон Сантос | Стадион Нилтон Сантос  |
| Капацитет: 78.838    | Капацитет: 78.838 | Капацитет: 46.931     | Капацитет: 46.931      |
|                      |                   |                       |                        |
| Бразилија            | Кујаба            | Кујаба                | Гојанија               |
| Стадион Мане Гаринча | Арена Пантанал    | Арена Пантанал        | Стадион Педро Лудовико |
| Капацитет: 72.788    | Капацитет: 44.000 | Капацитет: 44.000     | Капацитет: 13.500      |
|                      |                   |                       |                        |

## Учесници
Свих десет чланица КОНМЕБОЛ-а учествовале су на првенству. Биле су подељене у две географске зоне пред групну фазу.
У јуну 2019, Савет КОНМЕБОЛ-а званично је одобрио учешће Аустралије и Катара на првенству као два гостујућа тима. Обе репрезентације су биле освајачи претходна два издања Азијског купа. Међутим, 23. фебруара 2021, Фудбалски савези Аустралије и Катара саопштили су да се повлаче с турнира због проблема изазваних пандемијом ковида 19 као и због пренатрпаног фудбалског календара (одигравање осталих утакмица у оквиру другог круга АФК-ових квалификација за Светско првенство 2022. померено је за јун 2021). Аустралији би ово био дебитантски наступ на Копа Америци, а Катару би ово био други наступ, будући да је учествовао на првенству одржаном 2019.

Самим тиме што није дошло до замена за две поменуте селекције, учествовало је десет репрезентација (по први пут од 1991):
| Северна зона - Бразил (домаћин и бранилац титуле) - Венецуела - Еквадор - Колумбија - Перу | Јужна зона - Аргентина - Боливија - Парагвај - Уругвај - Чиле |

## Жреб
Иако извлачење чини основу стандардних жребова, њега као таквог није било. КОНМЕБОЛ је најавио да ће тимови бити подељени у две групе на основу географских зона:
| Поз. | Репрезентација |
| ---- | -------------- |
| А1   | Аргентина      |
| А2   | Аустралија     |
| А3   | Боливија       |
| А4   | Уругвај        |
| А5   | Чиле           |
| А6   | Парагвај       |

| Поз. | Репрезентација |
| ---- | -------------- |
| Б1   | Колумбија      |
| Б2   | Бразил         |
| Б3   | Катар          |
| Б4   | Венецуела      |
| Б5   | Еквадор        |
| Б6   | Перу           |

## Састави
Свака репрезентација је била дужна да саопшти списак од 28 играча, укључујући најмање три голмана.

## Групна фаза
Сва времена одигравања утакмица су по БРТ-у (UTC−3), како је навео КОНМЕБОЛ. Град Кујаба се налази у другој временској зони, АМТ (UTC−4), тако да је такође наведено локално време.
Прва четири тима по групи пролазе у четвртфинале.

### Група А
| Pos | Тим       | О | П | Н | И | ГД | ГП | ГР | Бод. | Qualification          |
| --- | --------- | - | - | - | - | -- | -- | -- | ---- | ---------------------- |
| 1   | Аргентина | 4 | 3 | 1 | 0 | 7  | 2  | +5 | 10   | Пролазак у нокаут фазу |
| 2   | Уругвај   | 4 | 2 | 1 | 1 | 4  | 2  | +2 | 7    | Пролазак у нокаут фазу |
| 3   | Парагвај  | 4 | 2 | 0 | 2 | 5  | 3  | +2 | 6    | Пролазак у нокаут фазу |
| 4   | Чиле      | 4 | 1 | 2 | 1 | 3  | 4  | −1 | 5    | Пролазак у нокаут фазу |
| 5   | Боливија  | 4 | 0 | 0 | 4 | 2  | 10 | −8 | 0    |                        |

| Аргентина | 1 : 1    | Чиле       |
| --------- | -------- | ---------- |
| Меси 33’  | Извештај | Варгас 57’ |

| Парагвај                   | 3 : 1    | Боливија           |
| -------------------------- | -------- | ------------------ |
| Каку 62’ · Ромеро 65’, 80’ | Извештај | Саведра 10’ (пен.) |

| Чиле         | 1 : 0    | Боливија |
| ------------ | -------- | -------- |
| Бреретон 10’ | Извештај |          |

| Аргентина    | 1 : 0    | Уругвај |
| ------------ | -------- | ------- |
| Родригез 13’ | Извештај |         |

| Уругвај    | 1 : 1    | Чиле       |
| ---------- | -------- | ---------- |
| Суарез 66’ | Извештај | Варгас 26’ |

| Аргентина | 1 : 0    | Парагвај |
| --------- | -------- | -------- |
| Гомез 10’ | Извештај |          |

| Боливија | 0 : 2    | Уругвај                           |
| -------- | -------- | --------------------------------- |
|          | Извештај | - Кинтерос 40’ (аг.) - Кавани 79’ |

| Чиле | 0 : 2    | Парагвај                           |
| ---- | -------- | ---------------------------------- |
|      | Извештај | - Самудио 33’ - Алмирон 58’ (пен.) |

| Уругвај           | 1 : 0    | Парагвај |
| ----------------- | -------- | -------- |
| Кавани 21’ (пен.) | Извештај |          |

| Боливија    | 1 : 4    | Аргентина                                            |
| ----------- | -------- | ---------------------------------------------------- |
| Саведра 60’ | Извештај | - Гомез 6’ - Меси 33’ (пен.), 42’ - Ла. Мартинез 65’ |

### Група Б
| Pos | Тим       | О | П | Н | И | ГД | ГП | ГР | Бод. | Qualification          |
| --- | --------- | - | - | - | - | -- | -- | -- | ---- | ---------------------- |
| 1   | Бразил    | 4 | 3 | 1 | 0 | 10 | 2  | +8 | 10   | Пролазак у нокаут фазу |
| 2   | Перу      | 4 | 2 | 1 | 1 | 5  | 7  | −2 | 7    | Пролазак у нокаут фазу |
| 3   | Колумбија | 4 | 1 | 1 | 2 | 3  | 4  | −1 | 4    | Пролазак у нокаут фазу |
| 4   | Еквадор   | 4 | 0 | 3 | 1 | 5  | 6  | −1 | 3    | Пролазак у нокаут фазу |
| 5   | Венецуела | 4 | 0 | 2 | 2 | 2  | 6  | −4 | 2    |                        |

| Бразил                                                    | 3 : 0    | Венецуела |
| --------------------------------------------------------- | -------- | --------- |
| - Маркињос 23’ - Нејмар 64’ (пен.) - Габријел Барбоса 89’ | Извештај |           |

| Колумбија   | 1 : 0    | Еквадор |
| ----------- | -------- | ------- |
| Кардона 42’ | Извештај |         |

| Колумбија | 0 : 0    | Венецуела |
| --------- | -------- | --------- |
|           | Извештај |           |

| Бразил                                                           | 4 : 0    | Перу |
| ---------------------------------------------------------------- | -------- | ---- |
| - Алекс Сандро 12’ - Нејмар 68’ - Рибеиро 89’ - Ришарлизон 90+3’ | Извештај |      |

| Венецуела                      | 2 : 2    | Еквадор                         |
| ------------------------------ | -------- | ------------------------------- |
| - Кастиљо 51’ - Ернандез 90+1’ | Извештај | - Ај. Пресијадо 39’ - Плата 71’ |

| Колумбија        | 1 : 2    | Перу                        |
| ---------------- | -------- | --------------------------- |
| Borja 53’ (пен.) | Извештај | - Пења 17’ - Мина 64’ (аг.) |

| Еквадор                                  | 2 : 2    | Перу                        |
| ---------------------------------------- | -------- | --------------------------- |
| - Тапија 23’ (аг.) - Ај. Пресијадо 45+3’ | Извештај | - Лападула 49’ - Кариљо 54’ |

| Бразил                          | 2 : 1    | Колумбија |
| ------------------------------- | -------- | --------- |
| - Фирмино 78’ - Касемиро 90+10’ | Извештај | Дијаз 10’ |

| Бразил      | 1 : 1    | Еквадор  |
| ----------- | -------- | -------- |
| Милитао 37’ | Извештај | Мена 53’ |

| Венецуела | 0 : 1    | Перу       |
| --------- | -------- | ---------- |
|           | Извештај | Кариљо 48’ |

## Елиминациона фаза
|  | Четрвртфинале                       | Четрвртфинале                       |                                     |       | Полуфинале              | Полуфинале              |  |  | Финале | Финале |
|  |                                     |                                     |                                     |       |                         |                         |  |  |        |        |
|  | 3. јул — Гојанија                   |                                     |                                     |       |                         |                         |  |  |        |        |
|  |                                     |                                     |                                     |       |                         |                         |  |  |        |        |
|  | Аргентина                           | 3                                   |                                     |       |                         |                         |  |  |        |        |
|  | Аргентина                           | 3                                   | 6. јул — Бразилија                  |       |                         |                         |  |  |        |        |
|  | Еквадор                             | 0                                   |                                     |       |                         |                         |  |  |        |        |
|  | Еквадор                             | 0                                   | Аргентина (пен.)                    | 1 (3) |                         |                         |  |  |        |        |
|  | 3. јул — Бразилија                  |                                     | Аргентина (пен.)                    | 1 (3) |                         |                         |  |  |        |        |
|  |                                     | Колумбија                           | 1 (2)                               |       |                         |                         |  |  |        |        |
|  | Уругвај                             | Колумбија                           | 1 (2)                               | 0 (2) |                         |                         |  |  |        |        |
|  | Уругвај                             |                                     | 10. јул — Рио де Жанеиро (Маракана) | 0 (2) |                         |                         |  |  |        |        |
|  | Колумбија (пен.)                    | 0 (4)                               |                                     |       |                         |                         |  |  |        |        |
|  | Колумбија (пен.)                    | 0 (4)                               | Аргентина                           | 1     |                         |                         |  |  |        |        |
|  | 2. јул — Рио де Жанеиро (Н. Сантос) |                                     | Аргентина                           | 1     |                         |                         |  |  |        |        |
|  |                                     | Бразил                              | 0                                   |       |                         |                         |  |  |        |        |
|  | Бразил                              | Бразил                              | 0                                   | 1     |                         |                         |  |  |        |        |
|  | Бразил                              | 5. јул — Рио де Жанеиро (Н. Сантос) |                                     | 1     |                         |                         |  |  |        |        |
|  | Чиле                                | 0                                   |                                     |       |                         |                         |  |  |        |        |
|  | Чиле                                | 0                                   | Бразил                              | 1     |                         |                         |  |  |        |        |
|  | 2. јул — Гојанија                   |                                     | Бразил                              | 1     |                         |                         |  |  |        |        |
|  |                                     | Перу                                | 0                                   |       | Утакмица за треће место | Утакмица за треће место |  |  |        |        |
|  | Перу (пен.)                         | Перу                                | 0                                   | 3 (4) | Утакмица за треће место | Утакмица за треће место |  |  |        |        |
|  | Перу (пен.)                         |                                     | 9. јул — Бразилија                  | 3 (4) |                         |                         |  |  |        |        |
|  | Парагвај                            | 3 (3)                               |                                     |       |                         |                         |  |  |        |        |
|  | Парагвај                            | 3 (3)                               | Колумбија                           | 3     |                         |                         |  |  |        |        |
|  |                                     |                                     |                                     |       |                         |                         |  |  |        |        |
|  | Перу                                | 2                                   |                                     |       |                         |                         |  |  |        |        |
|  | Перу                                | 2                                   |                                     |       |                         |                         |  |  |        |        |

### Полуфинале
| Бразил     | 1 : 0    | Перу |
| ---------- | -------- | ---- |
| Пакета 35’ | Извештај |      |

| Аргентина                                 | 1 : 1    | Колумбија                                    |
| ----------------------------------------- | -------- | -------------------------------------------- |
| Ла. Мартинез 7’                           | Извештај | Дијаз 61’                                    |
| Пенали                                    |          |                                              |
| - Меси - Де Паул - Паредес - Ла. Мартинез | 3 : 2    | - Куадрадо - Санчез - Мина - Борха - Кардона |

### Утакмица за треће место
| Колумбија                         | 3 : 2    | Перу                       |
| --------------------------------- | -------- | -------------------------- |
| - Куадрадо 49’ - Дијаз 66’, 90+4’ | Извештај | - Јотун 45’ - Лападула 82’ |

### Финале
| Аргентина       | 1 : 0    | Бразил |
| --------------- | -------- | ------ |
| - Ди Марија 22’ | Извештај |        |

| Победник Копа Америке 2021. |
| Аргентина Петнаеста титула  |

## Коначан пласман
Напомена: утакмице које су решене у продужецима воде се као победе или порази, док се утакмице решене током пенал серије воде као ремији.
| Тим                   | О | П | Н | И | ГД | ГП | ГР | Бод. |
| --------------------- | - | - | - | - | -- | -- | -- | ---- |
| Аргентина             | 7 | 5 | 2 | 0 | 12 | 3  | +9 | 17   |
| Бразил                | 7 | 5 | 1 | 1 | 12 | 3  | +9 | 16   |
| Колумбија             | 7 | 2 | 3 | 2 | 7  | 7  | 0  | 9    |
| Перу                  | 7 | 2 | 2 | 3 | 10 | 14 | –4 | 8    |
| Испали у четвртфиналу |   |   |   |   |    |    |    |      |
| Уругвај               | 5 | 2 | 2 | 1 | 4  | 2  | +2 | 8    |
| Парагвај              | 5 | 2 | 1 | 2 | 8  | 6  | +2 | 7    |
| Чиле                  | 5 | 1 | 2 | 2 | 3  | 5  | –2 | 5    |
| Еквадор               | 5 | 0 | 3 | 2 | 5  | 9  | –4 | 3    |
| Испали у групној фази |   |   |   |   |    |    |    |      |
| Венецуела             | 4 | 0 | 2 | 2 | 2  | 6  | –4 | 2    |
| Боливија              | 4 | 0 | 0 | 4 | 2  | 10 | –8 | 0    |

## Статистике

### Стрелци
4 гола
| - Лионел Меси | - Луис Дијаз |  |

3 гола
| - Лаутаро Мартинез | - Ђанлука Лападула |  |

2 гола
| - Алехандро Гомез - Ервин Саведра - Лукас Пакета - Нејмар | - Анхел Ромеро - Јосимар Јотун - Андре Кариљо | - Единсон Кавани - Едуардо Варгас - Ајртон Пресијадо |

1 гол
| - Анхел ди Марија - Родриго де Паул - Гидо Родригез - Алекс Сандро - Габријел Барбоса - Касемиро - Маркињос - Едер Милитао - Евертон Рибеиро | - Ришарлизон - Роберто Фирмино - Едсон Кастиљо - Роналд Ернандез - Мигел Борха - Едвин Кардона - Хуан Куадрадо - Габријел Авалос - Хуниор Алонсо | - Мигел Алмирон - Алехандро Гамара - Густаво Гомез - Брајан Самудио - Серхио Пења - Луис Суарез - Бен Бреретон - Анхел Мена - Гонзало Плата |

Аутоголови
- Хаиро Кинтерос (за Уругвај)
- Јери Мина (за Перу)
- Густаво Гомез (за Перу)
- Ренато Тапија (за Еквадор)

### Признања
Додељене су следеће награде након завршетка првенства:
- Награда за најбољег играча:  Лионел Меси
- Награда за најбоље(г) стрелца/е:  Лионел Меси и  Луис Дијаз (4 гола)
- Награда за најбољег голмана:  Емилијано Мартинез
- Награда за фер-плеј:  Бразил

### Идеална екипа првенства
Идеална екипа првенства изабрана је након завршетка истог:
| Голман             | Одбрана                                                  | Везни ред                              | Напад                         |
| ------------------ | -------------------------------------------------------- | -------------------------------------- | ----------------------------- |
| Емилијано Мартинез | Маурисио Исла Кристијан Ромеро Маркињос Первис Еступињан | Родриго де Паул Касемиро Јосимар Јотун | Лионел Меси Нејмар Луис Дијаз |

## Права на ТВ пренос

### Остатак света
Првенство се путем телевизија емитовало широм света.
Права на пренос у региону: